# Czistogorskij
Czistogorskij (ros. Чистогорский) – osiedle w Rosji, w obwodzie kemerowskim, w rejonie nowokuźnieckim. W 2021 liczyło 4379 mieszkańców.